# 교산동 건물지
교산동 건물지는 대한민국 경기도 하남시 교산동 일대에 있다. 2003년 4월 29일 하남시의 향토유적 제5호로 지정되었다.

## 개요
교산동 건물지는 백제의 하남 위례성과 관련된 건물지로 한성백제~조선시대까지 사용한 건물지이다.